# 朝鲜拟伊蛛
朝鲜拟伊蛛（学名：Pseudicius koreanus）为跳蛛科拟伊蛛属的动物。分布于朝鲜、日本以及中国大陆的福建、广西、云南等地。该物种的模式产地在朝鲜。